# 스미요시촌 (가나가와현)
스미요시촌(일본어: 住吉村)은 1889년 4월 1일부터 1925년 5월 10일까지 존재했던 일본 가나가와현 다치바나군의 촌이다. 

## 지리
현재의 가와사키시 나카하라구 남부, 사이와이구 서부에 해당한다.

## 역사
- 1889년 4월 1일 - 정촌제 시행에 의해 다치바나군 스미요시촌이 성립하였다.
- 1925년 5월 10일 - 일부의 구역을 히요시촌에 분할편입되어 구 스미요시촌은 가와사키시가 되었다.
- 1933년 8월 1일 - 나카하라정이 가와사키시에 편입되었다.
- 1972년 4월 1일 - 가와사키시가 정령지정도시로 승격해 사이와이구의 일부, 잔부는 나카하라구가 되었다

## 참고 문헌
- 角川日本地名大辞典編纂委員会,『角川日本地名大辞典 神奈川県』1984, 角川書店